# 骨细胞
骨细胞（Osteocyte）是一种位于骨骼中的星状细胞，在成熟骨组织中是占比最大的一种细胞。人的骨细胞的寿命几乎与人一样长，成人体内大约有420亿个骨细胞。
骨细胞是一种高度分化的细胞，正常情况下不会发生分裂。骨细胞形状呈星形，被矿化的骨基质包围，细胞体位于骨陷窝中，不同的骨细胞之间通过骨小管中的细胞突起连结。
化石证据表明，骨细胞最早于2.5亿至4亿年前出现在无颌类中。

## 结构
骨细胞比成骨细胞小，嗜碱性也比成骨细胞弱。成熟的骨细胞被矿化的骨基质包围，椭球形的细胞体位于骨陷窝，有许多位于骨小管中突起伸出细胞体外。不同的骨细胞通过突起之间的缝隙连接相连。骨细胞的细胞核大，细胞质占比相对较低、细胞质中的细胞器也相对较少。骨细胞的细胞质中含有少量的粗面内质网与高尔基体，一般认为这些结构起维持骨基质的作用。

## 生理学功能
骨细胞负责骨骼中骨基质的维持与更新。在特定情况下，骨细胞可以重新转化为成骨细胞。

## 发育

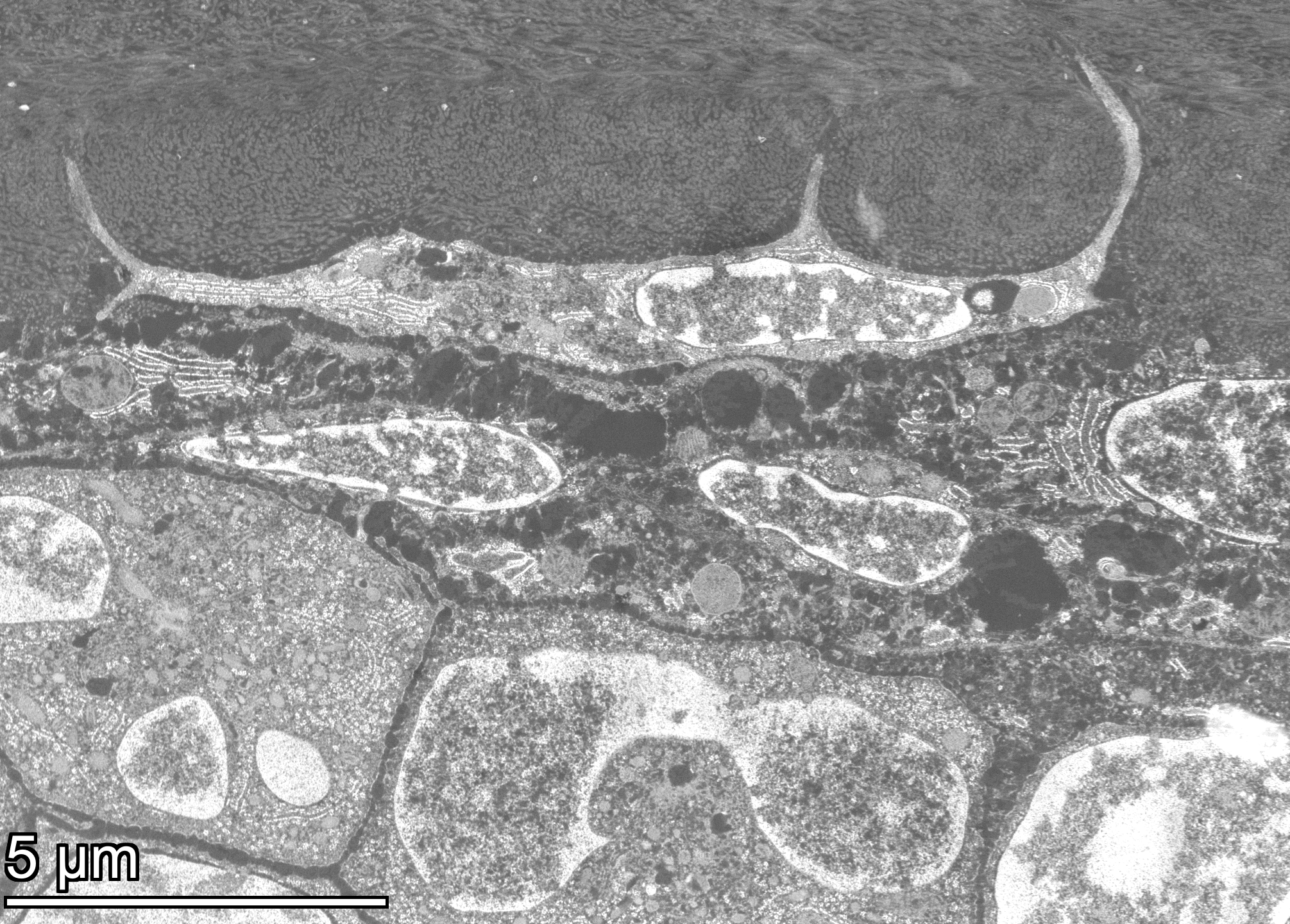
骨細胞在電子顯微鏡底下的樣貌。

骨细胞由成骨细胞分化而来。在骨形成过程中，成骨细胞周围的细胞外基质逐渐矿化，最后成骨细胞分化为骨细胞。在成骨细胞向骨细胞分化的过程中，成骨细胞将停止表达I型胶原蛋白、骨钙蛋白、碱性磷酸酶（AP），以及骨涎蛋白等基因。成熟骨细胞之间的连结网络也是在这一分化过程中形成的。

## 与临床医学的联系
骨质疏松症很可能与骨细胞的凋亡有关。骨细胞的异常死亡将导致骨中的矿物质无法更新，进而造成骨坏死。